# Вержон
Вержо́н (фр. Verjon) — коммуна во Франции, находится в регионе Рона — Альпы. Департамент — Эн. Входит в состав кантона Колиньи. Округ коммуны — Бурк-ан-Брес.
Код INSEE коммуны — 01432.

## География
Коммуна расположена приблизительно в 360 км к юго-востоку от Парижа, в 80 км северо-восточнее Лиона, в 19 км к северо-востоку от Бурк-ан-Бреса.
По территории коммуны протекает река Сольнан.

## Климат
Климат полуконтинентальный с холодной зимой и тёплым летом. Дожди бывают нечасто, в основном летом.

## Население
Население коммуны на 2010 год составляло 250 человек.
| 1962 | 1968 | 1975 | 1982 | 1990 | 1999 | 2010 |
| ---- | ---- | ---- | ---- | ---- | ---- | ---- |
| 237  | 205  | 187  | 209  | 235  | 192  | 250  |

## Администрация
| Период | Период | Фамилия         | Партия | Примечания |
| ------ | ------ | --------------- | ------ | ---------- |
| 1995   | 2001   | Жиль Дебо       |        |            |
| 2001   | 2014   | Мари-Пьер Лоран |        |            |

## Экономика
В 2010 году среди 155 человек трудоспособного возраста (15—64 лет) 119 были экономически активными, 36 — неактивными (показатель активности — 76,8 %, в 1999 году было 72,0 %). Из 119 активных жителей работали 112 человек (55 мужчин и 57 женщин), безработных было 7 (2 мужчин и 5 женщин). Среди 36 неактивных 6 человек были учениками или студентами, 24 — пенсионерами, 6 были неактивными по другим причинам.

## Достопримечательности
- Церковь Св. Ипполита (XV век). Исторический памятник с 1980 года[4]

## Фотогалерея

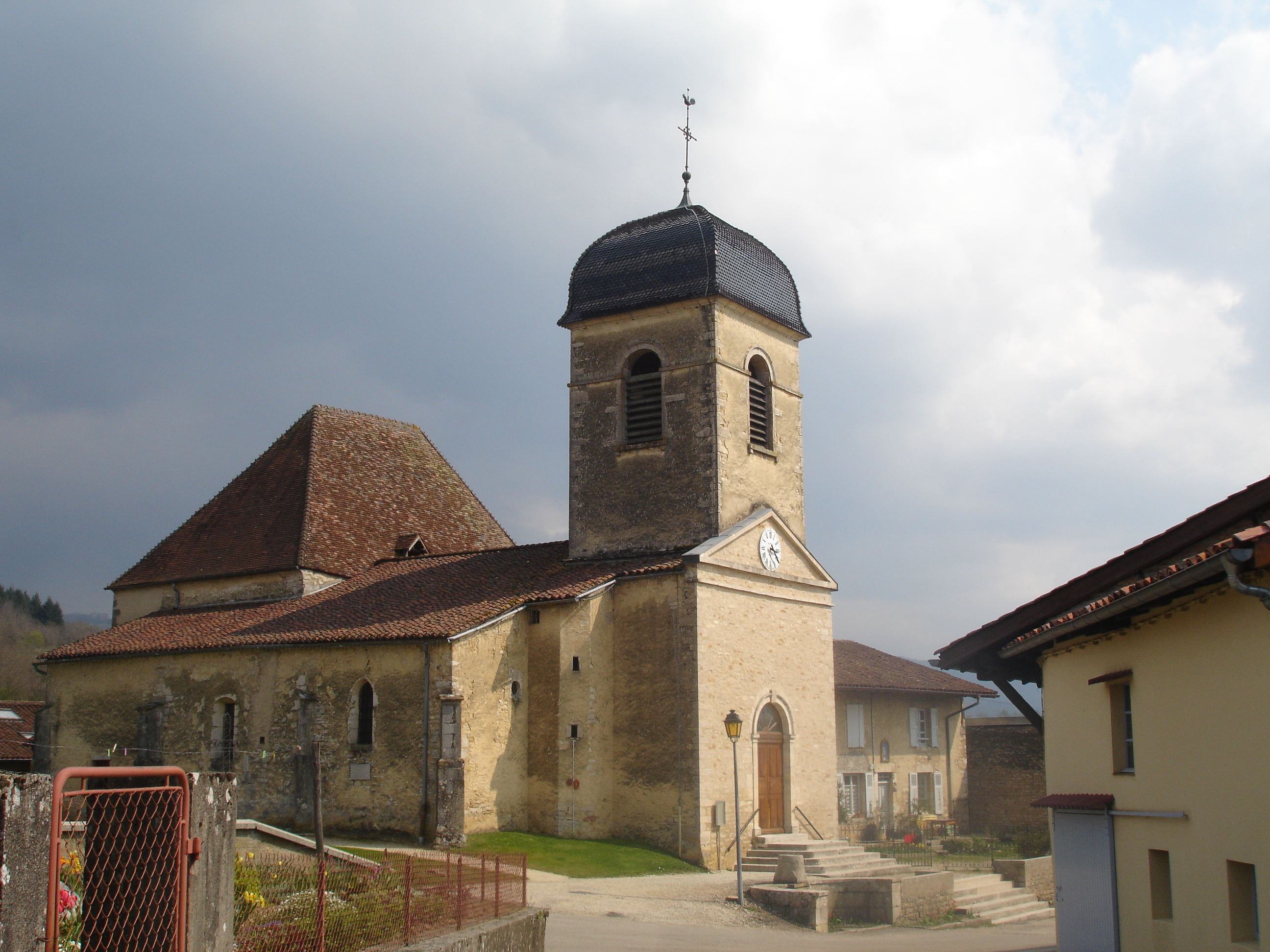
Церковь Св. Ипполита
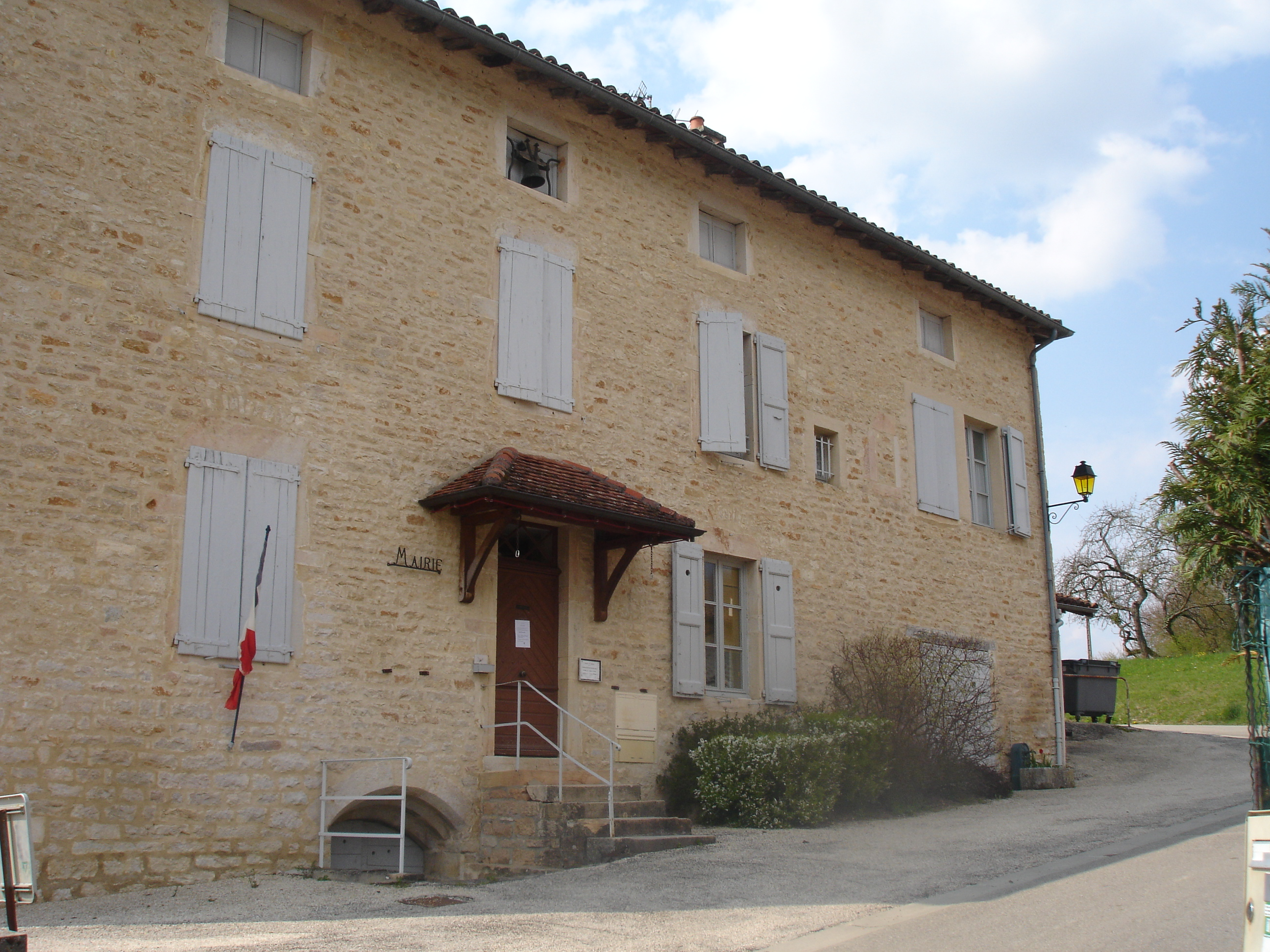
Мэрия
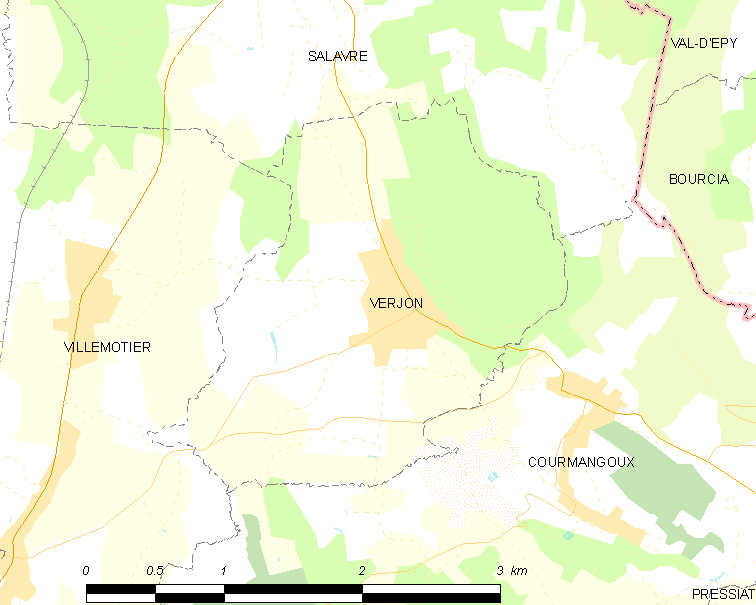
Карта коммуны